# Duncan Kane
Duncan Kane è un personaggio immaginario della serie televisiva della The CW Veronica Mars che debuttò nel 2004 sul canale UPN. È interpretato da Teddy Dunn.
Duncan è l'ex-fidanzato di Veronica e il fratello della migliore amica della ragazza, Lilly Kane, uccisa durante l'ultimo anno di liceo. Il suo migliore amico è Logan Echolls. Suo padre, Jake Kane, è proprietario della Kane Software.

## Biografia
Ducan è il figlio maggiore di Jake e Celeste Kane e fratello di Lilly. Prima dell'inizio della serie lui, Veronica, Lilly e Logan erano un quartetto affiatato nonché i ragazzi più in vista della scuola. La sua storia con Veronica però era ostacolata dalla madre, per via della differenza di classe sociale (o almeno così credeva). Duncan soffre di una forma di epilessia che lo rende incontrollabile e violento durante le crisi, cosa tenuta segreta. Per questo motivo Duncan è convinto di aver ucciso la sua amata sorella e di non ricordarselo, e ne sono convinti anche i genitori, al punto dal pagare Abel Koonz per fingersi colpevole.
Nell'episodio La ragazza della porta accanto della prima stagione viene confermato che Duncan aveva rotto con Veronica poco prima della morte di sua sorella. Precedentemente, alcuni spettatori avevano invece creduto che la rottura del rapporto tra i due ragazzi fosse stata causata dalla morte di Lilly. La fine dell'episodio Come una vergine, include una dichiarazione di Abel Koontz che riguarda la possibile paternità di Veronica da parte di Jake Kane. Dopo tale dichiarazione, molti avevano cominciato a pensare che Duncan avesse rotto con Veronica perché la credeva sua sorella. Ciò venne confermato nell'episodio Visita dal dentista quando Duncan confessa a Veronica che sua madre gli aveva rivelato che il vero padre della ragazza era Jake Kane, ma lui non aveva avuto il coraggio di dirglielo. Nello stesso episodio viene anche rivelato che Duncan dormì con Veronica la sera della festa di Shelly Pomroy dopo che entrambi aveva ingerito del GHB. Duncan inizia una relazione con Meg, che diventa anche amica di Veronica, ma non riesce mai a dimenticarla davvero.
Fortunatamente il test di paternità rivela che Veronica è figlia di Keith e i due ragazzi tornano a parlarsi
La relazione tra i due crea una spaccatura tra Logan e Duncan - Logan non è solo arrabbiato per il fatto che Duncan stia insieme a Veronica ma anche perché durante l'estate, quando Logan era stato accusato dell'omicidio di Felix, Duncan non gli era stato vicino. D'altra parte Duncan è arrabbiato con Logan per il modo in cui il ragazzo ha trattato Veronica e perché suo padre Aaron ha ucciso sua sorella Lilly, sebbene egli sia consapevole dell'odio reciproco tra Logan e Aaron. Alla fine i due si riconciliamo e tornano ad essere ottimi amici.
Nella seconda stagione, Veronica e Duncan tornano insieme dopo che lui aveva regalato a Veronica un biscotto della fortuna che diceva "Le storie di vero amore non hanno mai fine". I due rimangono insieme per la prima metà della stagione, fino a quando la ex-ragazza di Duncan, Meg Manning, in coma a causa dell'incidente dello scuolabus, muore lasciando al ragazzo la loro bambina da crescere. Nell'episodio Il rapimento Duncan e Veronica elaborano un piano per far fuggire Duncan con la bambina (che viene chiamata Lilly in onore di sua sorella deceduta) in Messico e non permettere così che i genitori di Meg ne ottengano la custodia.
Qualche tempo dopo la sua fuga da Neptune, Duncan viene mostrato a Mollymood, Australia mentre parla al telefono con il capo della sicurezza della Kane Software, Clarence Wiedman, un momento dopo che Wiedman ha terminato il compito affidatogli da Duncan: uccidere l'assassino di Lilly nonché il padre di Logan, Aaron Echolls.

## Apparizioni

### Stagione 1
- 1x01 Benvenuti a Neptune
- 1x02 Questione di fiducia
- 1x03 Julia e John
- 1x04 Un nuovo ragazzo
- 1x06 Il nuovo presidente
- 1x07 La ragazza della porta accanto
- 1x08 Come una vergine
- 1x09 Abbaglio
- 1x10 Il figlio del maggiordomo
- 1x12 Il giorno dei tritoni
- 1x13 Il signore dell'anello
- 1x14 Mars contro Mars
- 1x15 La sposa russa
- 1x16 Il vero padre
- 1x17 Il mistero dei Kane
- 1x18 Allarme bomba
- 1x21 Visita dal dentista
- 1x22 La confessione

### Stagione 2
- 2x01 Normalità
- 2x02 L'autista
- 2x03 Tradimenti
- 2x04 Il mostro dagli occhi verdi
- 2x05 Visita dal passato
- 2x06 Verso la luce
- 2x07 Il castigo di un bimbo
- 2x08 Cattiverie alla radio
- 2x09 Abbandonata
- 2x10 Il verdetto
- 2x11 Il rapimento
- 2x22 Nessuna foto